# CA-240
La CA-240 es una carretera autonómica de Cantabria perteneciente a la Red Secundaria y que discurre entre las localidades de Maliaño y Puente Arce.

## Nomenclatura
Su nombre está formado por las iniciales CA, que indica que es una carretera autonómica de Cantabria, y el dígito 240 es el número que recibe según el orden de nomenclaturas de las carreteras de la comunidad autónoma. La decena 4 indica que se encuentra situada en el sector comprendido entre la costa al norte, la carretera nacional N-634 al sur, el límite con la carretera nacional N-623 al oeste y el límite con Vizcaya al este.

## Historia
El recorrido actual está constituido por las carreteras anteriormente denominadas S-443-1 y S-444.

## Trazado actual
Se inicia en Maliaño para luego ir al oeste pasando por Revilla donde se cruzará con la carretera nacional  N-623  y más tarde con la autovía de circunvalación  S-30 . Poco después se entra en Camargo y al final de una recta, se encuentra el desvío a la  CA-307  que lleva a Herrera cruzando el centro de Camargo.
A la entrada de Escobedo se cruza con la  CA-313  por la cual se llega al Alto de la Morcilla y a la Cueva de El Pendo. Luego hay un cruce con la  CA-306  a Igollo y Bezana.
Tras esto se llega a las canteras de Escobedo ya en el límite con Puente Arce. Ya en Puente Arce se acaba la carretera en una rotonda donde se encuentra con la  N-611  que da la posibilidad de ir a Santander o Torrelavega.

## Transportes
La siguiente línea de transporte público recorre el tramo comprendido entre el inicio de la vía y Escobedo de la carretera CA-240:
- Astibus: S6 Santander - Escobedo

## Recorrido y puntos de interés
En este apartado se aporta la información sobre cada una de las intersecciones de la CA-240 así como otras informaciones de interés.
| Esquema           | PK  | Sentido Puente Arce (creciente) | Sentido Puente Arce (creciente) | Sentido Puente Arce (creciente)                             | Sentido Maliaño (decreciente)                               | Sentido Maliaño (decreciente) | Sentido Maliaño (decreciente) | Incidencias |
| Esquema           | PK  | Velocidad                       | Elemento                        | Salida                                                      | Salida                                                      | Elemento                      | Velocidad                     | Incidencias |
| ----------------- | --- | ------------------------------- | ------------------------------- | ----------------------------------------------------------- | ----------------------------------------------------------- | ----------------------------- | ----------------------------- | ----------- |
|                   | 0,0 |                                 |                                 | polígono industrial Trascueto REVILLA PUENTE ARCE           | MURIEDAS SANTANDER                                          |                               |                               |             |
| ASTILLERO BILBAO  | 0,0 |                                 |                                 | polígono industrial Trascueto REVILLA PUENTE ARCE           |                                                             |                               |                               |             |
|                   | 0,1 |                                 |                                 | polígono industrial Trascueto                               | polígono industrial Trascueto                               |                               |                               |             |
|                   | 1,4 |                                 |                                 | CA-240 ARCE                                                 | CA-240 MALIAÑO                                              |                               |                               |             |
| N-623 BURGOS      | 1,4 | N-623 SANTANDER                 |                                 |                                                             |                                                             |                               |                               |             |
| N-623 SANTANDER   | 1,4 | N-623 BURGOS                    |                                 |                                                             |                                                             |                               |                               |             |
|                   | 2,4 |                                 |                                 | CA-240 ARCE                                                 | CA-240 MALIAÑO                                              |                               |                               |             |
| S-30 SANTANDER    | 2,4 | S-30 BILBAO                     |                                 |                                                             |                                                             |                               |                               |             |
| S-30 BILBAO       | 2,4 | S-30 SANTANDER                  |                                 |                                                             |                                                             |                               |                               |             |
|                   | 2,8 |                                 |                                 | REVILLA                                                     | REVILLA                                                     |                               |                               |             |
|                   | 2,8 | CAMARGO                         |                                 |                                                             |                                                             |                               |                               |             |
|                   | 3,6 |                                 |                                 | CA-307 HERRERA                                              | CA-307 HERRERA                                              |                               |                               |             |
|                   | 3,8 |                                 |                                 | CA-307 HERRERA                                              | CA-307 HERRERA                                              |                               |                               |             |
|                   | 0,4 |                                 |                                 | Barrio Barros, nº 6                                         | Barrio Barros, nº 6                                         |                               |                               |             |
|                   | 4,1 |                                 |                                 | CAMARGO                                                     | CAMARGO                                                     |                               |                               |             |
|                   | 4,5 |                                 |                                 | ESCOBEDO                                                    | ESCOBEDO                                                    |                               |                               |             |
|                   | 4,6 |                                 |                                 | CA-313 Cueva de El Pendo Alto de la Morcilla Barrio El Alto | CA-313 Cueva de El Pendo Alto de la Morcilla Barrio El Alto |                               |                               |             |
|                   | 5,0 |                                 |                                 | Barrio Casar, nº 10 (código 3786)                           | Barrio Casar, nº 10 (código 3786)                           |                               |                               |             |
|                   | 5,6 |                                 |                                 | CA-302 CA-306 BEZANA LAS PRESAS                             | CA-302 CA-306 BEZANA LAS PRESAS                             |                               |                               |             |
|                   | 5,9 |                                 |                                 | ESCOBEDO                                                    | ESCOBEDO                                                    |                               |                               |             |
|                   | 7,5 |                                 |                                 | ARCE                                                        | ARCE                                                        |                               |                               |             |
|                   | 7,5 |                                 |                                 | N-611 SANTANDER                                             | CA-240 REVILLA BOO Cueva de El Pendo                        |                               |                               |             |
| N-611 TORRELAVEGA | 7,5 |                                 |                                 |                                                             | CA-240 REVILLA BOO Cueva de El Pendo                        |                               |                               |             |